# Cò ke hai phiến
Cò ke hai phiến (danh pháp khoa học: Grewia bilamellata) là một loài thực vật có hoa trong họ Cẩm quỳ. Loài này được Gagnep. mô tả khoa học đầu tiên năm 1909.